# Thomas Verhaeghe
Thomas Verhaeghe est un producteur français. Il a été producteur associé dans la société de production Sombrero Films et dirige maintenant la société Atelier de production avec Mathieu Verhaeghe.

## Filmographie
- 2004 : Brodeuses d'Éléonore Faucher
- 2006 : Toi et moi de Julie Lopes-Curval
- 2008 : Les Yeux Bandés de Thomas Lilti
- 2009 : Mutants de David Morley
- 2009 : Vertige de Abel Ferry
- 2009 : Dans tes bras de Hubert Gillet
- 2009 : Mères et Filles de Julie Lopes-Curval
- 2010 : Captifs de Yann Gozlan
- 2011 : Légitime Défense de Pierre Lacan
- 2011 : Derrière les murs de Pascal Sid et Julien Lacombe
- 2013 : La Stratégie de la poussette de Clément Michel
- 2017 : L'Embarras du choix d'Éric Lavaine
- 2017 : Les Grands Esprits d'Olivier Ayache-Vidal
- 2018 : Au poste ! de Quentin Dupieux
- 2019 : Le Daim de Quentin Dupieux
- 2022 : Incroyable mais vrai de Quentin Dupieux
- 2022 : Stella est amoureuse de Sylvie Verheyde
- 2023 : Yannick de Quentin Dupieux
- 2024 : Le Molière imaginaire d'Olivier Py
- 2024 : Eat the Night de Jonathan Vinel & Caroline Poggi
- 2024 : Jamais sans mon psy d'Arnaud Lemort